# Rhytachne subgibbosa
Rhytachne subgibbosa là một loài thực vật có hoa trong họ Hòa thảo. Loài này được (Winkler ex Hack.) Clayton miêu tả khoa học đầu tiên năm 1966.